# Ocamonte (kommun)
Ocamonte är en kommun i Colombia.   Den ligger i departementet Santander, i den centrala delen av landet, 220 km nordost om huvudstaden Bogotá. Antalet invånare är 4 984.